# 滨河圣让
滨河圣让（法語：Saint-Jean-de-la-Rivière，法語發音：[sɛ̃ ʒɑ̃ də la ʁivjɛʁ]）是法国芒什省的一个市镇，属于瑟堡区。

## 地理
滨河圣让（49°22'13"N, 1°44'19"W）面积3.57 平方千米，位于法国诺曼底大区芒什省，该省份为法国西北部沿海省份，西、北、东北三面环大西洋，东起顺时针与卡爾瓦多斯省、奧恩省、马耶讷省和伊勒-维莱讷省接壤。
与滨河圣让接壤的市镇（或旧市镇、城区）包括：拉艾代克托、巴讷维尔-卡特雷、滨河圣乔治、科唐坦地区圣莫里斯。

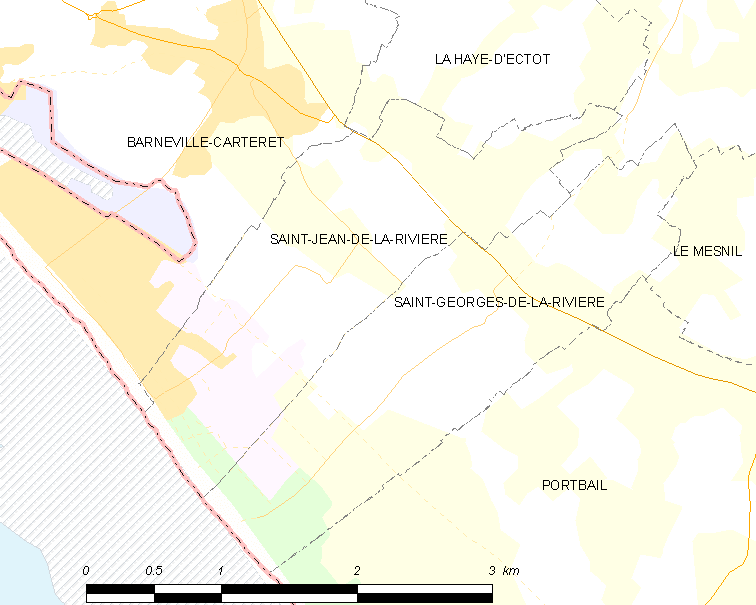
滨河圣让的OSM定位图

滨河圣让的时区为UTC+01:00、UTC+02:00（夏令时）。

## 行政
滨河圣让的邮政编码为50270，INSEE市镇编码为50490。

## 政治
滨河圣让所属的省级选区为莱皮约县。

## 人口

1962-2008年间滨河圣让人口变化图示

滨河圣让于2022年1月1日时的人口数量为366人。